# Dourdenne
Pour les articles homonymes, voir Douyne de tourette.
La Dourdenne ou Dourdène (en occitan Dordena) est une  rivière du sud de la France c'est un affluent du Drot (ou Dropt) donc un sous-affluent de la Garonne.

## Géographie
De 24,1 km de longueur, la Dourdenne est une rivière qui prend sa source sur la commune de Ségalas en Lot-et-Garonne et se jette dans le Drot en rive gauche sur la commune de Roumagne.

### Département et communes traversés
- Lot-et-Garonne : Ségalas, Roumagne, Sérignac-Péboudou, Saint-Colomb-de-Lauzun, Lavergne, Saint-Pardoux-Isaac, Miramont-de-Guyenne, Montignac-de-Lauzun.

### Principaux affluents
- Le Lampeau : 3,3 km
- Ruisseau de Cantepie : 4 km
- Ruisseau de l'Aule : 5,3 km
- Ruisseau du Saut du Loup : 5,5 km
- Le Siorac : 4,8 km
- Ruisseau du Mont Saint-Jean : 6,4 km
- Ruisseau de Junchère (ou de la Prade) : 7,5 km

### Organisme gestionnaire
Le bassin de la Dourdenne est couvert par le schéma d'aménagement et de gestion des eaux (SAGE) « Dropt ». Ce document de planification , dont le territoire correspond au bassin versant du Dropt, d'une superficie de 1 522 km2, a été approuvé le 13 janvier 2022. La structure porteuse de l'élaboration et de la mise en œuvre est le syndicat mixte EPIDROPT.

## Hydronymie
L'hydronyme est basé sur un radical Dord- (dérivé du thème préceltique dur-) élargi par un suffixe toponymique -enn.